# Хагари, Даниэль
Даниэ́ль Хага́ри (ивр. דניאל הגרי‎; род. 14 августа 1976, Тель-Авив, Израиль) — контр-адмирал (бригадный генерал) Армии обороны Израиля накануне выхода в запас, в последней армейской должности: глава пресс-службы Армии обороны Израиля (с марта 2023 по март 2025 года).

## Биография

### Семья и ранние годы
Даниэль (Дани) Хагари родился в 1976 году в Тель-Авиве в семье Илана Элиэзера Хагари (род. 7 ноября 1942), графического дизайнера, и Шулы (Шуламит) Хагари (7 марта 1943 — 7 марта 2007), главы департамента продаж театра «Камери», старший из трёх сыновей семьи.
Отец Илана Хагари, Коломан Хагари (31 июля 1909 — 17 декабря 1983), уроженец города Осиек в Хорватии, приехал в Палестину в 1933 году и входил в число основателей кибуца Гиват-Хаим; многие члены его семьи, оставшиеся в Европе, погибли в ходе Холокоста. Мать Илана Хагари, Ада Хагари (урождённая Познански) (28 мая 1909 — 9 июля 1999), уроженка Варшавы, была младшей дочерью Самуэля Познанского, главного раввина варшавской Большой синагоги, работала до своего переезда в Палестину в 1939 году в Доме сирот Януша Корчака и посвятила значительную часть своей жизни исследованию и увековечиванию деятельности Корчака.
Даниэль Хагари учился на биологическом направлении в школе «Ирони Хей» в Тель-Авиве, в юности участвовал в деятельности «Морских скаутов» и движения «Ха-шомер ха-цаир». В школе принимал участие в кружке театральной самодеятельности.

### Военная карьера
Начал службу в Армии обороны Израиля в марте 1995 года в спецподразделении ВМС «Шайетет 13».
Прошёл боевую подготовку в качестве бойца «Шайетет 13» и окончил курс офицеров пехотных войск, после чего возглавил подготовительную группу в подразделении «Шайетет 13».
Ранние годы службы Хагари в подразделении проходили на фоне инцидента (произошедшего в период учёбы Хагари в Офицерской школе), известного как «Трагедия Шайетет», в ходе которого 11 бойцов подразделения погибли во время столкновения с боевиками организации «Хезболла» около города Ансария в Ливане в сентябре 1997 года, что привело к коренному пересмотру методик боевой подготовки и деятельности подразделения.
В рамках службы в «Шайетет 13» принял участие, помимо прочего, в операции «Защитная стена».
С 2003 по 2004 год был заместителем командира 50-го батальона пехотной бригады «Нахаль», после чего вернулся в «Шайетет 13» на должность заместителя командира боевой эскадры подразделения.
В 2007 году был повышен в звании до капитана второго ранга (сган-алуф) и возглавил эскадру плавсредств «Шайетет 13», а с 2009 по 2011 год командовал учебной эскадрой подразделения.
С 2011 по 2012 год служил заместителем командира подразделения «Шайетет 13», а с 2012 по 2014 год был главой канцелярии Начальника Генштаба Армии обороны Израиля, генерал-лейтенанта Бени Ганца, в том числе в ходе операции «Нерушимая скала».
В 2014 году получил звание капитана первого ранга (алуф-мишне) и был назначен главой Оперативного департамента ВМС, исполнял эту должность до 2017 года.
С мая 2017 по 2019 год служил помощником Начальника Генштаба Армии обороны Израиля, генерал-лейтенанта Гади Айзенкота.
С 31 июля 2019 по 15 июня 2021 года командовал спецподразделением «Шайетет 13». Под командованием Хагари подразделение участвовало в многочисленных операциях, в том числе в операциях за пределами Израиля в рамках деятельности, получившей в израильской военной терминологии наименование «Кампания между войнами», направленной против враждебных действий со стороны Ирана и его союзников. В 2020 году подразделение получило знак признания за оперативные достижения, в начале 2021 года — премию Начальника Генштаба для отличившихся подразделений за 2020 год, а в июне 2021 года — знак отличия Начальника Генштаба. Накануне завершения должности Хагари был повышен в звании до контр-адмирала (тат-алуф) и 17 июня 2021 года вступил на должность главы Управления морских операций ВМС Израиля.
29 марта 2023 года вступил на должность главы пресс-службы Армии обороны Израиля, сменив на посту бригадного генерала Рана Кохава и став первым выходцем из ВМС и бывшим командиром элитного спецподразделения на данном посту. Служил на должности во время операции «Щит и стрела» в секторе Газа в мае 2023 года, операции «Дом и сад» в Дженине в июле 2023 года, а затем вторжения боевиков ХАМАС на юге Израиля 7 октября 2023 года, став первым официальным представителем израильских властей, наладившим предоставление публике текущих сводок о ситуации, и во время войны в Газе, начавшейся в ответ на вторжение. Всего в ходе начавшейся в 2023 году войны на Ближнем Востоке, которую Армия обороны Израиля вела на несколько фронтов, включая войну в Газе, войну с ливанской «Хезболлой», обмен ударами с Ираном, столкновения на Западном берегу реки Иордан, противостояние с йеменскими хуситами и падение режима Асада в Сирии, пресс-служба армии под командованием Хагари выпустила 250 телевизионных коммюнике, предоставила ответ на более 21 тысяч информационных запросов журналистов, и Хагари лично провёл 157 брифингов для представителей СМИ.
Начальник Генштаба, генерал-лейтенант Херци Леви, планировал повысить Хагари в звании и продолжить его военную карьеру, включая возможное дальнейшее назначение на пост Командующего ВМС Израиля, однако данные планы были омрачены инцидентами, вызвавшими критику Хагари со стороны политического руководства Израиля.
В декабре 2024 года Хагари раскритиковал в своём публичном заявлении поддерживаемую правительственной коалицией законодательную инициативу об освобождении от уголовной ответственности военнослужащих за несанкционированную передачу секретной информации премьер-министру Израиля, продвигаемую в ответ на уголовное дело против пресс-секретаря канцелярии премьер-министра Нетаньяху, подозреваемого в передаче СМИ секретной информации в интересах Нетаньяху. Заявление Хагари вызвало резкую критику со стороны политиков правительственной коалиции, расценивших его как неуместное для армейского офицера выражение политической позиции, и Начальник Генштаба, генерал-лейтенант Херци Леви, объявил Хагари выговор за его высказывание, а сам Хагари признал свою ошибку и извинился.
В январе 2025 года Хагари опубликовал заявление от имени Армии обороны Израиля, подвергшее критике позицию министра обороны Исраэля Каца о необходимости содействия армии проверке Государственного контролёра Израиля относительно событий 7 октября 2023 года, а также указавшее тот факт, что директива министра была озвучена через СМИ, а не, как принято, в прямом общении между министром и Начальником Генштаба; хоть в сообщении прямо озвучивалось, помимо прочего, что армия занята интенсивными внутренними расследованиями событий, за сообщением вероятно стояло предположение армейского командования о том, что за попыткой политического руководства привлечь Государственного контролёра к расследованию стоит намерение сместить ответственность за события с политической верхушки на армию. В ответ на заявление Хагари было опубликовано жёсткое заявление пресс-секретаря Министерства обороны с намёком о возможности отстранения Хагари от должности.
7 марта 2025 года было опубликовано решение генерала-лейтенанта Эяля Замира, вступившего за два дня до этого на пост Начальника Генштаба армии, завершить военную службу Хагари. Прежние инциденты, вызвавшие трения между Хагари и политическим руководством Израиля, упоминались в СМИ как причина данного решения. По сообщению бывшего главы пресс-службы армии Ави Бнаяху Хагари инициировал встречу с Замиром после вступления последнего на пост для обсуждения перспектив своего продвижения на генерал-майорскую должность, и после заявления Замира о том, что продвижение Хагари на такую должность потребует от него занять дополнительную должность в звании бригадного генерала после завершения должности пресс-секретаря армии, на которой он может пока оставаться, Хагари предпочёл завершить свою военную службу. 27 марта 2025 года Хагари передал пост бригадному генералу Эфи Дефрину и вышел в отпуск накануне выхода в запас из армии.
Прервал свой отпуск на период операции «Народ как лев» в рамках ирано-израильской войны в июне 2025 года, по просьбе своего преемника возглавив в ходе операции командный пункт пресс-службы Армии обороны Израиля.

### Образование и личная жизнь
За годы военной службы Хагари получил степень бакалавра Тель-Авивского университета (в области философии) и степень магистра Тель-Авивского университета (в области дипломатии и безопасности).
Женат на Шани Хагари, отец четырёх детей: Альма, Ариэль, Идо и Ори.
Один младший брат Хагари, Бен (род. 1981) — художник, действующий в области видео-арта, второй младший брат, Йони (род. 1984), находится на содержании в реабилитационном учреждении для пациентов с аутизмом.

## Публикации
- תא"ל דניאל הגרי ומירב צור מעיצוב מערכתי ועד לאופרטור ימי — השתנות הזרוע והמרחב הימי בין הקטבים 38, דצמבר 2022 (Контр-адмирал Даниэль Хагари и Мерав Цур, «От системного формирования до морского оператора — изменение военно-морских сил и морского пространства», «Бейн ха-Ктавим» № 38 (декабрь 2022)) (Архивная копия от 5 апреля 2023 на Wayback Machine) (иврит)